# Satigsun Island
Satigsun Island – niezamieszkana wyspa w Cieśninie Davisa, w Archipelagu Arktycznym, w regionie Qikiqtaaluk, na terytorium Nunavut, w Kanadzie. W pobliżu Satigsun Island położone są wyspy: Rock Island (17,3 km), Nudlung Island (22,2 km), Pilektuak Island (26,1 km) i Kekertaluk Island (42 km).